# Traje de castellonero
El traje de castellonero, también llamado traje de setí, es uno de los modelos de la indumentaria tradicional para hombre de la ciudad de Castellón de la Plana (España), aunque también es utilizado en otras localidades de la provincia de Castellón. Su uso más extendido está relacionado con el folclore y las fiestas populares, especialmente en los eventos relacionados con la Magdalena, las fiestas mayores de la capital.

## Historia

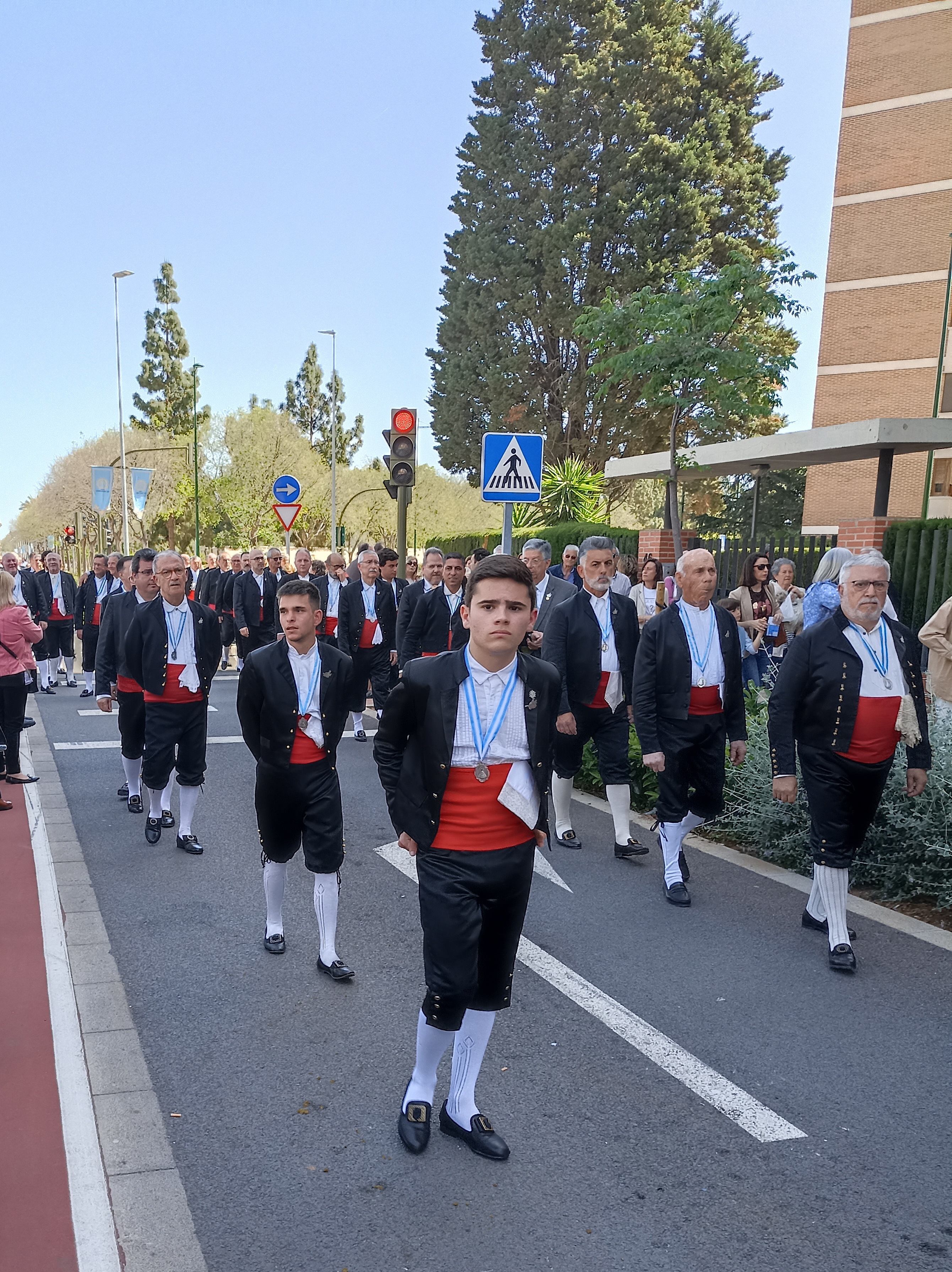
Barreros de la Virgen del Lledó vestidos de castellonero en 2024

Al contrario que su contraparte femenino, el traje masculino está bien documentado desde el siglo XIX y su uso está ilustrado, aunque de forma intermitente ya que en muchas casiones se prefería el más popular traje de saragüells, hasta la refundación de las fiestas mayores de la ciudad en 1945, momento en el que pasa a ser la indumentaria oficial de las mismas y se va imponiendo paulatinamente a otras vestimentas.
La primera descripción de este traje aparece en el libro anónimo La Corte. Letters from Spain, 1863 to 1866. En una de sus cartas enviadas por la autora a su Inglaterra natal en diciembre de 1863. Durante unos días de esa época una viajera de esa país se encontraba recorriendo España y realizó una parada en Castellón coincidiendo con las festividades del Portal de la Purísima por lo que en su carta hace una breve descripción de la procesión haciendo hincapié en el vestuario que portan los que ella denomina «hidalgos», ya que es muy diferente a la que había visto en hombres, mayoritariamente agricultores, en su camino por la Valencia y la parte norte de la provincia de Castellón, escribiendo sobre ellos de la siguiente manera:

Los hombres de clase superior llevaban capas largas y negras, brillantes como el setí, y sombreros de fieltro de ala recta con una copa pequeña en forma de aguja, sobre cuyo borde había una borla pequeña de seda, igual que en el ala, que presentaba un lazo estrecho de terciopelo, girado por arriba.

La carta la acompaña un dibujo en la que aparece un hombre envuelto en una capa con el sombrero descrito, aunque frases como la de «brillantes como el setí» hacen pensar que la remitente si pudo haber visto detalles del traje que cubrían para protegerse del frío invernal.
Las fuentes de la época ubicadas en la zona hablan de las reticencias de los labradores castellonenses a abandonar sus saragüells como prenda inferior, una pieza que estaba mal vista en la sociedad de la época al ser la que portaban las tropas marroquíes derrotadas en la reciente guerra de África por lo que se querían cambiar por otras más occidentales. En un libro de 1863 Teodoro Llorente explica que aunque los hombres castellonenses van cambiando su prenda inferior a un pantalón largo y ceñido, todavía es mayoritario ver a los varones vistiendo saragüells, al contrario que en Valencia donde dice que hace 40 años que no se veían, aunque la viajera inglesa habló de su uso en el cap i casal en una carta anterior escrita ese mismo año.
Una prueba más importante del uso de este traje es una fotografía tomada por Fernando Debas con motivo del matrimonio entre el rey Alfonso XII con su primera esposa María de las Mercedes de Orleans el 23 de enero de 1878, para la que se invitó a una pareja procedente de cada una de las provincias de España ataviadas con sus trajes típicos para bailar una de sus danzas populares durante la celebración del banquete. El hombre de la pareja castellonense viste de castellonero.
Tras la guerra civil española el interés por la búsqueda de una indumentaria tradicional de Castellón aumentó notablemente ya que la Sección Femenina los necesitaba para representar a la provincia en las celebraciones de la organización de Coros y Danzas. Al contrario de lo que ocurrió con la indumentaria femenina, el traje masculino no parece que fuese objeto de discusión puesto que las pruebas gráficas y la memoria colectiva conducían a tomar como modelo el traje negro, tanto es así que no está documentada la decisión de tomarlo como oficial pero el traje ya a aprece en los primeros dibujos realizados por Luis Sales Boli en 1940 durante sus tareas de creación del traje de castellonera y sigue sin cambios hasta las láminas definitivas de 1943. El 31 de marzo de ese mismo año se estrenó en el Teatro Principal la ópera de marionetas La filla del Rei Barbut de Matilde Salvador, basada en un cuento escrito por Manuel Segarra Ribés del mismo nombre que se inspiraba en la novela mitológica Tombatossals de Josep Pasqual Tirado, y que en una escena precisaba a varias parejas de castelloneros vestidos a la antigua usanza, siendo esta la presentación oficial de los trajes de castelonero y castellonera.
Posteriores investigaciones más modernas sobre indumentaria tradicional siguiendo un método más científico han corroborado que esta indumentaria fue de uso común por muchos hombres castellonenses hasta mediados del siglo XIX, especialmente entre las clases burguesas que eran funcionarios o tenían un oficio, mientras que en las clases populares lo utilizaba el labrador rico, el comerciante, o aquel que realizaba un oficio. Estas investigaciones han aportado el uso antiguo de varios elementos que se han perdido en el modelo de traje más extendido en la actualidad, la presencia de un jupetí o chaleco por encima de la camisa y de un pañuelo sobre la cabeza por debajo del sombrero.
En este tiempo el traje ha evolucionado poco, siendo el principal cambio el de los tejidos, pasando de elaborarse con seda a elaborarse con tejido otomano u otras telas resistentes y que permiten su correcta conservación el resto del año, también ha aparecido otras innovaciones para comodidad del portador como la bragueta.

## Descripción
Los distintos componentes del traje son los siguientes:
- La jupa o chaqueta, corta, con mangas y negra. Se porta sin abotonar, pero porta botones de manzaneta en color metálico.[3]
- La camisa de lino o algodón en color blanco o crudo.[4]
- Los calzones, unos pantalones acoplados por encima de la rodilla, también negros y del mismo tejido que la chaqueta.
- La faja siempre roja elaborada con rayón o algodón. De ella prende un pañuelo blanco.[4]
- Medias blancas y como calzado, zapatos negros de piel con hebilla.[4]
- Como sombrero, aunque cada vez con menos uso o meramente decorativo colgando de la espalda, llamado rodina.[3]
- Para reguardarse del frío, capa con esclavina todo negro de paño.[4]